# Bruno Silva (calciatore 1986)
Bruno César Pereira da Silva, meglio noto come Bruno Silva (Nova Lima, 3 agosto 1986), è un calciatore brasiliano, centrocampista del Rio Branco-ES.

## Caratteristiche tecniche
È un centrocampista centrale.

## Carriera
È cresciuto nelle giovanili del Villa Nova.